# Жемчужная (река, впадает в Имандру)
Жемчужная — река в Мурманской области России. Протекает по территориям городских округов город Апатиты с подведомственной территорией и город Кировск с подведомственной территорией. Впадает в озеро Имандра.
Длина реки составляет 19 км. Площадь бассейна 40,1 км².
Берёт начало в безымянном озере, близ посёлка Титан. Протекает по лесной, местами болотистой местности. В нижнем течении протекает по городу Апатиты. Впадает в губу Тикгуба озера Имандра на высоте 128 м над уровнем моря. В верхнем течении река преграждена плотиной для хозяйственных нужд, также в верхнем течении в неё по каналу сбрасываются воды реки Чёрная и воды пруда-отстойника хвостохранилища АНОФ-3. В нижнем течении, в черте города Апатиты, воды Жемчужной перенаправлены по новому руслу в реку Белую. До строительства нефелиновых отстойников река впадала в губу Тик-губа озера Имандра. В Тик-Губе находится городской водозабор для питьевого и хозяйственного водоснабжения, что послужило одной из причин отвода загрязнённых вод реки в другое место.

## Данные водного реестра
По данным государственного водного реестра России относится к Баренцево-Беломорскому бассейновому округу, водохозяйственный участок реки — река Нива, включая озеро Имандра. Речной бассейн реки — бассейны рек Кольского полуострова и Карелии.
Код объекта в государственном водном реестре — 02020000312101000010508.